# فرانتس نابل
فرانتس نابل (بالألمانية: Franz Nabl)‏ (Franz Nabl (1883-1974 هو كاتب روائي سويسري.

## حياته
ولد فرانتس نابل في لاوتشن في بوهيميا. وفي عام 1886 انتقل مع عائلته إلى فيينا, حيث قضى هناك فترة شبابه. درس نابل الحقوق واللغة الألمانية وآدابها وكذلك الفلسفة.
وقد تركت جمال الطبيعة في جنوب سويسرا آثارا عميقة في نفس نابل الشاب، وقد اسخدم هذه المنظر الجمالية مسرحا لأحداث رواياته.
وقد عمل فرانتس نابل ككاتب حر منذ العام 1919. ومن عام 1924 حتى عام 1927 عمل محررا في مدينة جراتس, والتي مات فيها عام 1974.

## أعماله
1. أودهوف (رواية 1911)
2. قبر الحي (رواية 1917)
3. النجم المنطفئ (مذكرات 1962)
4. الوطن الثاني (مذكرات 1963)

## روابط خارجية
- فرانتس نابل على موقع IMDb (الإنجليزية)
- فرانتس نابل على موقع مونزينجر (الألمانية)
- فرانتس نابل على موقع أول موفي (الإنجليزية)
- فرانتس نابل على موقع كينوبويسك (الروسية)